# シーサイドももち花火ファンタジアFUKUOKA
シーサイドももち花火ファンタジアFUKUOKA（シーサイドももちはなびファンタジアふくおか）は、福岡県福岡市早良区のシーサイドももち海浜公園で2017年から7月下旬（2019年は8月上旬）の水曜日19:30-21:00に開催されている花火大会。通称は花火ファンタジアFUKUOKA。

## 概要
花火専用のコンピュータを駆使して音楽とシンクロさせて花火をリズミカルに打ち上げ、打上総数約1万2000または1万3000発、全長約1.5km、高さ最大450mの、西日本最大規模の壮大なスケールを誇る花火ショー。最大の見せ場のグランドフィナーレでは、6分半の間に約6000発の花火が圧倒的な迫力を以て夜空と海面を埋め尽くす。総合演出は世界に知られる東京・日本橋の丸玉屋。
RKB毎日放送が実行委員会の一員であることから、RKBの専属アナウンサーが司会進行を担当し、大会の模様は毎年RKBテレビで生中継される。

## 沿革
かつてシーサイドももちでは、2000年まで年1回のペースで大規模な花火大会が行われていたが、2001年から中止となった。
その後、2017年にシーサイドももち花火ファンタジアFUKUOKAとして17年ぶりに花火大会が復活する事が決定、2017年7月26日に開催され、大盛況に終わり、以後継続的に開催される事が決まった。2回目の大会は2018年7月18日に開催された。
回目となる2019年は8月7日に開催の予定であったが、台風9号の影響で翌8月8日に順延となり、同日開催された。しかし開始直後から雨が発生したため、途中で中断。
その後、昨今の不安定な気象状況や、十分な警備体制を取ることが困難である事などを総合的に判断し、来場者の安全を考慮して、2019年11月20日に2020年度の開催見送りを決定した。

## 主催・後援
- シーサイドももち花火ファンタジアFUKUOKA実行委員会（RKB毎日放送、マリゾン、福岡タワー、福岡山王病院、福岡ソフトバンクホークス、ヒルトン福岡シーホーク、麻生グループ、九電工、MARK IS 福岡ももち）
- 後援：福岡市、(公財)福岡市文化芸術振興財団、(公財)福岡観光コンベンションビューロー、福岡商工会議所、九州旅客鉄道、西日本鉄道、朝日新聞社、読売新聞社、西日本新聞社、LOVE FM、TNC放送会館、西新商店街連合会
- 特別後援：毎日新聞社

## アクセス
- 福岡市地下鉄空港線西新駅（空港線全方面の最寄駅）
- 西鉄バス福岡タワー南口バス停

## ギャラリー

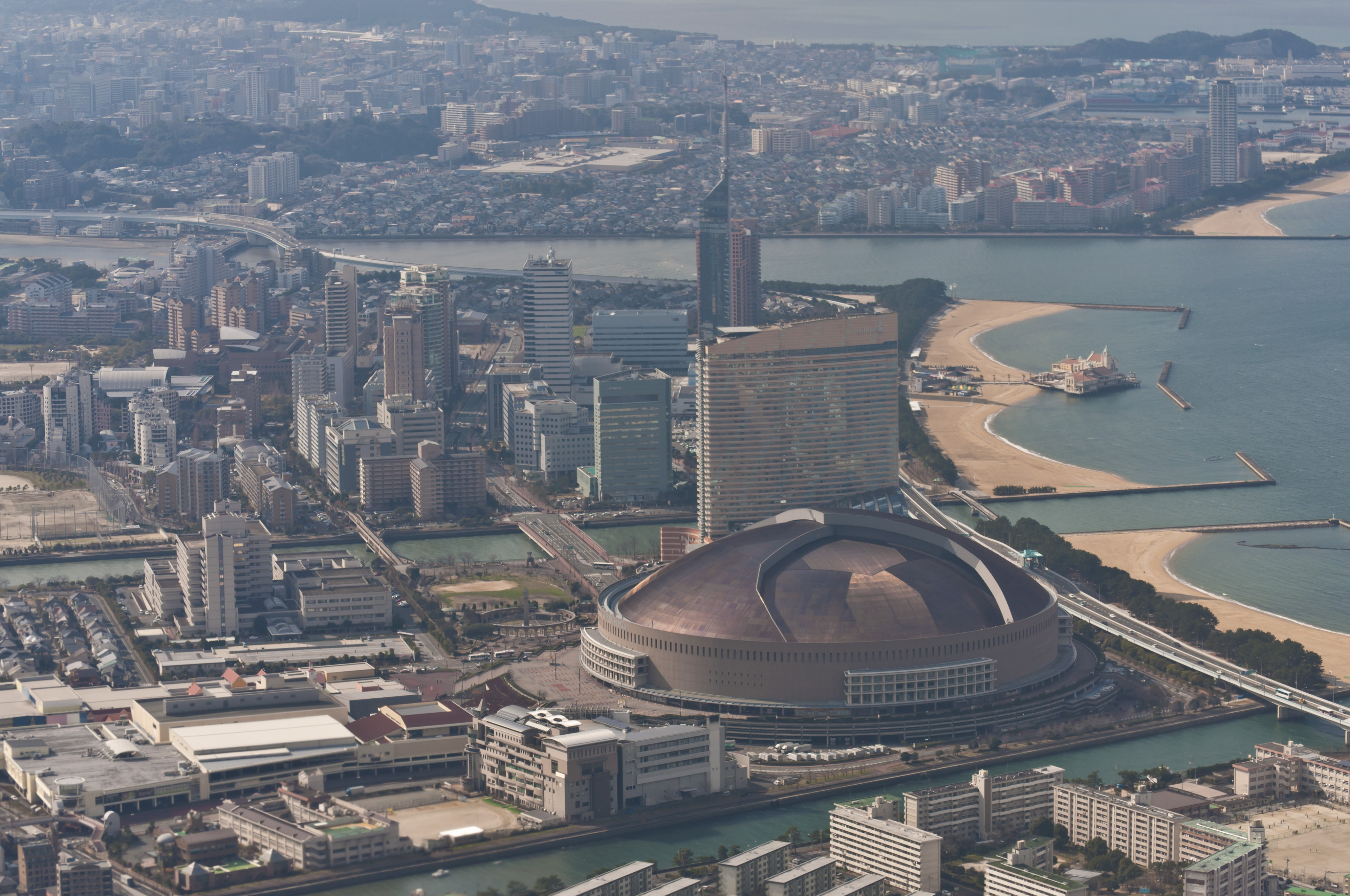
会場となるシーサイドももち海浜公園の空撮（右端）
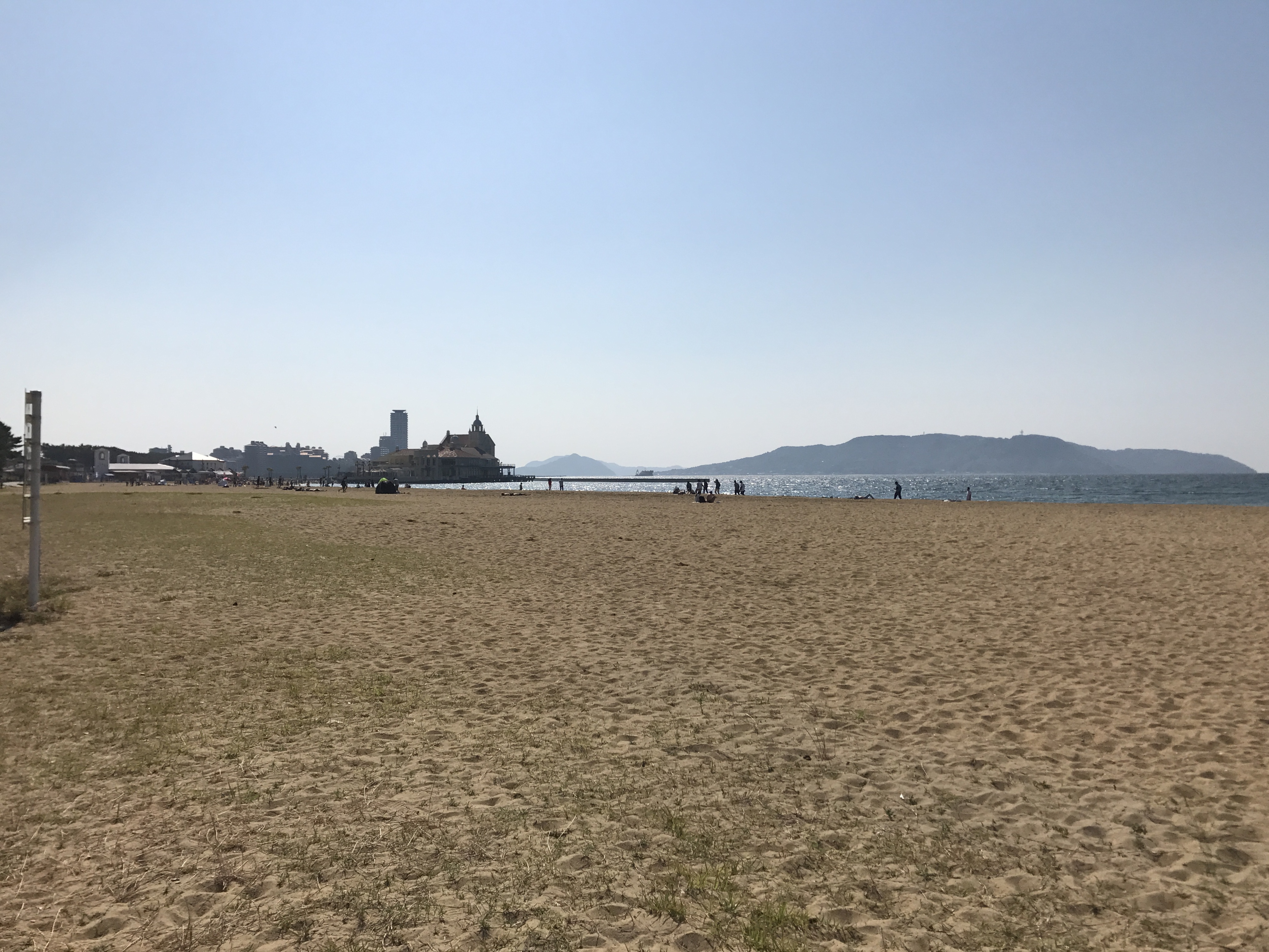
会場となるシーサイドももち海浜公園。奥に見えるのはマリゾン。